# El Manantial, San Felipe Orizatlán
El Manantial är en ort i Mexiko.   Den ligger i kommunen San Felipe Orizatlán och delstaten Hidalgo, i den sydöstra delen av landet, 200 km norr om huvudstaden Mexico City. El Manantial ligger 162 meter över havet och antalet invånare är 194.
Terrängen runt El Manantial är platt åt nordost, men åt sydväst är den kuperad. Runt El Manantial är det ganska tätbefolkat, med 248 invånare per kvadratkilometer. Närmaste större samhälle är Huejutla de Reyes, 19,9 km öster om El Manantial. Omgivningarna runt El Manantial är en mosaik av jordbruksmark och naturlig växtlighet.